# Rubus neomexicanus
Rubus neomexicanus là loài thực vật có hoa trong họ Hoa hồng. Loài này được A. Gray miêu tả khoa học đầu tiên năm 1853.